# Тарлатан

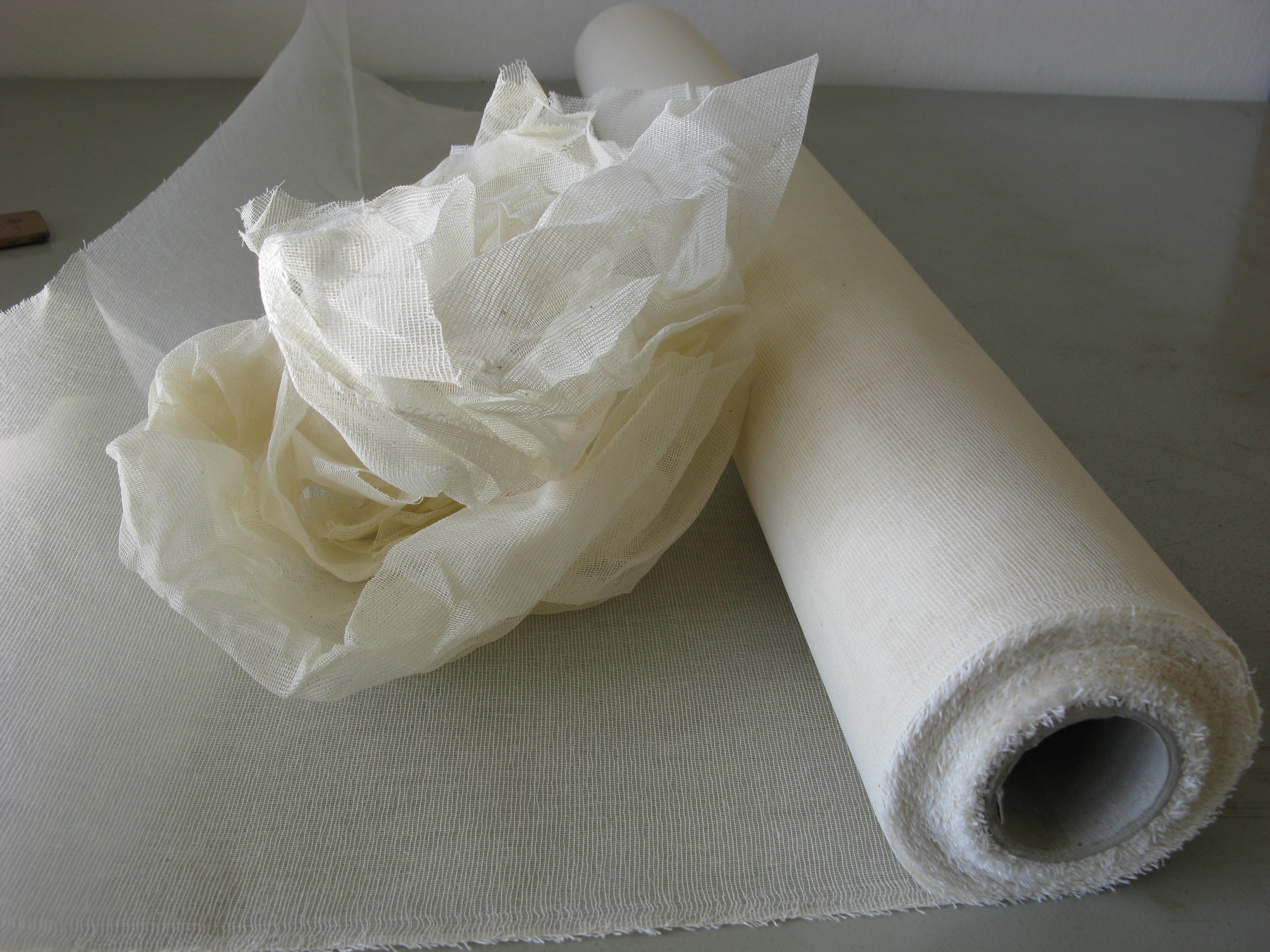
Тарлатан

Тарлата́н (от фр. tarlatane или нем. Tarlatan) — однотонная полупрозрачная, как тонкая и редкая кисея, хлопчатобумажная ткань полотняного переплетения с тканым орнаментом в клетку. Является сортом муслина. Тарлатан имеет, вероятно, индийское происхождение, появился в России во второй половине XIX века. Поначалу дорогой материал из привозного хлопка, впоследствии считался «простеньким», для юных девиц, а не элегантных дам.
Плотность тарлатана одинакова и по основе, и по утку и составляет около 32—35 нитей на дюйм. Тарлатан изготовлялся из пряжи 80—100. Тарлатан имел достаточно редкое строение и на продажу сильно подкрахмаливался. Использовался для шитья модных пышных юбок. В 1860-х годах из тарлатана шили летние кринолины.